# دره‌اسمعیله
دره‌اسمعیله(به کردی: دەرەسماییلە، Deresimayîle) روستایی از توابع بخش زیویه در شهرستان سقز است که در استان کردستان ایران قرار دارد.

## جمعیت
این روستا در دهستان صاحب واقع شده و براساس سرشماری سال ۱۳۸۵، جمعیت آن ۲۶۳ نفر (۴۶ خانوار) بوده‌است.